# The switch in time that saved nine

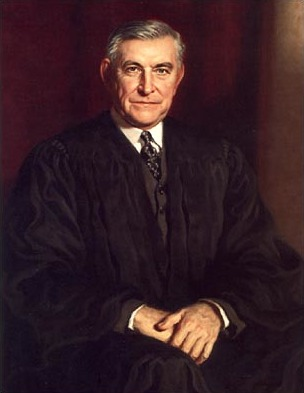
Associate Justice Owen Roberts. Zijn stem in de zaak West Coast Hotel Co. v. Parrish uit 1937 staat bekend als een strategische beslissing om de juridische integriteit en onafhankelijkheid van het Amerikaanse Hooggerechtshof te redden.

The switch in time that saved nine (Nederlands: De ommekeer die de negen redde) is de naam die in de Verenigde Staten wordt gegeven aan de ommekeer in de rechtspraak van Associate Justice Owen Roberts, rechter in het Amerikaanse Hooggerechtshof, in de zaak West Coast Hotel Co. v. Parrish uit 1937. Deze ommekeer wordt beschouwd als een strategische politieke beslissing om de juridische integriteit en onafhankelijkheid van het Amerikaanse Hooggerechtshof te beschermen. 
Het Hooggerechtshof lag immers voordien geregeld dwars in de New Deal-politiek van de toenmalige democratische Amerikaanse president Franklin Roosevelt. Hierop wilde die in 1937 het aantal rechters in het Hooggerechtshof verhogen van negen naar vijftien, waardoor hij rechters kon benoemen die zijn beleid meer genegen waren, opdat het Hooggerechtshof het New Deal-beleid wel zou aanvaarden. Dit zou ongekend zijn geweest, omdat het Hooggerechtshof al sinds de Judiciary Act van 1869 bestond uit negen rechters.
Om deze verruiming van het Hooggerechtshof en de daarmee gepaard gaande verschuiving in de machtsverhoudingen te voorkomen, besloot rechter Owen Roberts in maart 1937 om zich niet langer te verzetten tegen New-Deal-wetgeving, om op die manier Roosevelt te doen afzien van zijn voornemen, hetgeen hem is gelukt.
De term groeide in de Verenigde Staten teven uit tot een aforisme dat betekent dat preventief onderhoud soms aangewezen kan zijn. Tot op de dag van vandaag bestaat het Hooggerechtshof uit negen rechters.